# SOUND SPEC.
SOUND SPEC.（サウンド・スペック）は、FM富士（FM-FUJI）で、1989年4月から2001年3月まで放送された平日帯枠の大型ワイド番組。

## 概要
この番組は主に20代から30代の女性層をターゲットに、ヒット曲をオンエアするほか、国内外の最新ニュースや生活情報、トレンド情報、山梨県などの最新情報、さらにリスナーからのリクエスト・メッセージを、甲府市丸の内のFM富士本社スタジオ（当時）から6時間にわたって生放送していた。パーソナリティも毎日各1名が担当する方式で、月・火曜、水・木曜、金曜日の3名によるシフトを置いていた（一時期、月・火曜、水・木・金曜(3日連続)のシフトが発生したことがある）。
放送開始当初は午前9時からの放送だったが、その後、午前10時開始に繰り下げとなった。
日本では数少ない長時間帯番組を編成した背景には、FM-FUJIのエリア規模が大きく地方局としては比較的潤沢な予算があり第一線のDJを起用して自主制作を行えるだけの体力がある一方、大都市との距離の関係から人材の確保が難しい点にある。当初は横浜の著名ディスコDJ出身の塚田光信を帯（全曜日）で起用し、週30時間を一人で担当させていたほどである。
同時に制作費軽減の観点もあって米国流のワンマンDJスタイルを採用し、出演者一人がトークのみならず曲出し、リスナー電話などミキサーを操作して放送していた。この点が複数のスタッフが付く東京周辺の独立局（InterFMを除く）昼ワイド番組と大きく異なっていた。

## パーソナリティ
- 長谷川雄啓（月・火曜?）
- 川辺小都子（不明）
- 北村浩子（不明）
- 塚田光信（不明）
- 柳下詩織（水・木・金曜）- 1996年9月
- 木河淳（月・火曜）- 2001年3月
- 桜井みゆき（水・木曜）1996年10月 - 1998年3月
- 西本淑子（金→水・木・金→水・木曜）1996年10月 - 2001年3月
- 原口雅子[1]（金曜）1999年4月 - 2000年3月[2]
- 澤美代子（金曜）- 2001年3月

ほか

## 番組の流れ・コーナー

### タイムテーブル
（2000年10月当時）
10:00　オープニング
10:25　ADVANCE SHOPPING MANIA
10:40　J-PHONE J-SKY MORNING
10:55　BREAK TIME
11:00　
- FEEL THE WHEEL（月）

11:20　YOSHIKO′S KITCHEN（水）
12:00
- OPEN GATE（月）

12:30　NEWS HEADLINE
13:00　CHAT IN MODE
13:25　
- NATURE TRAIL（水）
- WEEKEND SMASH（金）

14:00
14:55　DAYS BEAT （※83.0MHz(坊ヶ峰)、80.5MHz(身延)のみ）
15:00　ゲスト情報
15:50　エンディング
※随時、天気・交通情報を挿入（78.6MHz(三ツ峠)のみ14:55にも交通情報を挿入）

### コーナータイトル
- VALUE POP MARKET
- ADVANCE SHOPPING MANIA
- FEEL THE WHEEL
- TACHIKAWA INFORMATION FILE - 立川市の最新情報。
- OPEN GATE
- WEST TOKYO UPDATR

JFN加盟局時代のコーナー
- JFNニュース
- マイク訪問(以上2つはJFNC制作)
- パック･インフォメーション - (TOKYO FM制作) ※83.0MHz(坊ヶ峰)、80.5MHz(身延)のみ[4]

ほか

### SUMMARYS INDEX
番組内で最も重要ともいえるコーナー、新旧洋邦問わずヒットナンバーを紹介。

### YOSHIKO′S KITCHEN
料理好きでも有名な西本淑子が自らマイクの前で料理を披露するコーナー。リスナーからレシピを募集することもあり、採用者にはレストラン食事券などが贈呈された。

## 番組の終了とその後
2001年4月の改編で平日、週末ともに朝、デイタイムのワイド番組すべてを改編することによって、SOUND SPEC.は3月30日の放送を最後に終了する。翌週4月2日から本枠は後番組『POWER STUDIO FROM FUJI』に衣替えされ、SOUND SPEC.最後のパーソナリティだった西本淑子と澤美代子が引き続き同じ曜日で担当。ちなみに西本は2008年3月の降板まで合算して11年半の長きにわたりパーソナリティを務めた。また澤は2006年9月まで金曜日を担当した。
また、最後の月・火曜の担当だった木河淳は4月7日より週末朝の新番組『BRAND-NEW FREEDOM』のパーソナリティとなり、2008年3月まで務める。
SOUND SPEC.の番組スタイルは『POWER STUDIO FROM FUJI』を経て、現在放送中の『GOOD DAY』へ継承されている。

## 枠変遷
| FM-FUJI 平日昼のワイド番組（10:00〜15:55） | FM-FUJI 平日昼のワイド番組（10:00〜15:55） | FM-FUJI 平日昼のワイド番組（10:00〜15:55） |
| 前番組                                     | 番組名                                     | 次番組                                     |
| ------------------------------------------ | ------------------------------------------ | ------------------------------------------ |
| -                                          | SOUND SPEC.                                | POWER STUDIO FROM FUJI                     |